# Todirostrum maculatum
El titirijí moteado (Todirostrum maculatum), también denominado espatulilla manchada (en Colombia), titirijí manchado (en Venezuela) o espatulilla moteada (en Perú y Ecuador), es una especie de ave paseriforme de la familia Tyrannidae, perteneciente al género Todirostrum. Es nativo de América del Sur, en la cuenca del Amazonas y en el escudo guayanés, y de Trinidad y Tobago.

## Distribución y hábitat
Se distribuye desde el sureste de Colombia al sur por el este de Ecuador, este de Perú, hasta el noroeste de Bolivia, por la mayor parte de la Amazonia brasileña, Guyana, norte de Surinam, norte de la Guayana Francesa, litoral noreste de Venezuela y Trinidad.
Esta especie es considerada localmente común en una variedad de hábitats naturales que incluyen bosques riparios, áreas arbustivas (generalmente en islas ribereñas), árboles de sombra, y manglares, por debajo de los 500 m de altitud.

## Descripción
Mide entre 9 y 10 cm de longitud. El iris es anaranjado. La cabeza gris es con algunas rayas; el resto de las partes superiores son verdee oliva, con las alas negras de bordes amarillos; la garganta es blanca y el resto de las partes inferiores son de color amarillo, pero con estrías negras en la garganta, pecho y flancos. El pico es largo y plano.

## Comportamiento

### Alimentación
Se alimenta de insectos.

### Reproducción
La pareja construye un nido de forma globular con entrada lateral. La hembra pone dos huevos blancos con puntos rojizos y los incuba por 15 a 19 días. Ambos padres alimentan los polluelos, que abandonan el nido después de 16 a 21 días.

## Sistemática

### Descripción original
La especie T. maculatum fue descrita por primera vez por el naturalista francés Anselme Gaëtan Desmarest en 1806 bajo el nombre científico Todus maculatus; su localidad tipo es: «Cayena, Guayana Francesa».

### Etimología
El nombre genérico neutro «Todirostrum» es una combinación del género Todus y de la palabra del latín «rostrum» que significa ‘pico’; y el nombre de la especie «maculatum» proviene del latín «maculatus»  que significa ‘manchado’, ‘maculado’.

### Subespecies
Según las clasificaciones del Congreso Ornitológico Internacional (IOC) y Clements Checklist/eBird v.2021 se reconocen cinco subespecies, con su correspondiente distribución geográfica:
- Todirostrum maculatum signatum P.L. Sclater & Salvin, 1881 – sureste de Colombia (Caquetá, Amazonas), oeste de Brasil (oeste de Amazonas, oeste de Rondônia), este de Ecuador, este de Perú y noroeste de Bolivia.
- Todirostrum maculatum amacurense Eisenmann & Phelps, Jr, 1971 – noreste de Venezuela, Trinidad y norte de Guyana.
- Todirostrum maculatum maculatum (Desmarest), 1806 – Surinam, Guayana Francesa y noreste de Brasil (desde el río Xingu al este hasta Amapá, este de Pará y norte de Maranhão).
- Todirostrum maculatum diversum J.T. Zimmer, 1940 – centro norte de Brasil desde el río Negro al este hasta el río Jamundá y, al sur del río Amazonas, desde el este de Amazonas (Tefé y alto río Madeira) al este hasta la margen derecha del Tapajós.
- Todirostrum maculatum annectens J.T. Zimmer, 1940 – norte de Brasil (río Branco y noreste de Amazonas al sur hasta la desembocadura del río Negro).